# Lejeunea otiana
Lejeunea otiana là một loài Rêu trong họ Lejeuneaceae. Loài này được S. Hatt. mô tả khoa học đầu tiên năm 1952.